# Mario Palermo
Mario Palermo (Napoli, 21 ottobre 1898 – Napoli, 16 gennaio 1985) è stato un politico e militare italiano.

## Biografia
Figlio del Presidente della Camera degli avvocati penali di Napoli, fu allievo alla Scuola Militare Nunziatella di Napoli, e quindi seguì le orme paterne laureandosi in giurisprudenza e iniziando a esercitare come avvocato penalista.
Diciassettenne allo scoppio della prima guerra mondiale, si offrì volontario, e durante i combattimenti subì gravi ferite che lo resero invalido. Rientrato a Napoli, fondò l'Associazione nazionale mutilati ed invalidi di guerra, diventandone tra l'altro Presidente. Liberale nazionale, guardò con favore ai primi anni del governo fascista e nel 1924 collaborò per l'inserimento di mutilati di guerra nel listone fascista, ma dopo il delitto Matteotti si allontanò dal regime e nel 1925 si dimise dall'associazione.
Aderì per un breve periodo a "Giustizia e Libertà", e quindi nel 1930 al Partito Comunista Italiano, difendendo da avvocato molti confinati. Nel 1943 divenne membro del CLN ed ottenne la nomina a sub-commissario all'Annona e al Corso Pubblico del Comune di Napoli.
Dopo l'armistizio dell'8 settembre 1943 ebbe una fortunata carriera politica, che lo portò a divenire il 22 aprile 1944 sottosegretario del Ministero della Guerra, nel secondo governo Badoglio (carica che conservò anche durante i Governi Bonomi II e III) fino al giugno 1945; 
Terminata la guerra, fu dal settembre 1945 al giugno 1946 membro della Consulta Nazionale e quindi consigliere comunale di Napoli (1946-1960).
Nella prima legislatura fu eletto senatore nell'aprile 1948, aderendo al gruppo del PCI, e fu più volte rieletto, restando a Palazzo Madama fino al 1968. Al Senato fu vicepresidente della commissione difesa dal 1953 al 1968.
Il suo impegno personale fu inoltre d'importanza fondamentale per la vita della Nunziatella, sua Alma Mater. Fu infatti grazie alla sua appassionata difesa, in quanto sottosegretario alla Guerra, che la scuola militare non fu chiusa dopo la seconda guerra mondiale. Le sanzioni irrogate dagli Alleati, che prevedevano un esteso ridimensionamento delle Forze Armate italiane (ad esempio vietando al costruzione di portaerei), comprendevano anche la soppressione di due delle tre Scuole Militari presenti sul territorio. Grazie a Palermo, la Nunziatella fu preservata, mentre le Scuole Militari di Roma e di Milano vennero cancellate.
Era fratello di Giulio Palermo, nonno della giornalista e conduttrice Italiana Myrta Merlino.
Gli è stata dedicata una via a Napoli, nel quartiere Ponticelli.

## Opere
L'attività pubblicistica e documentale di Mario Palermo è raccolta in cinque serie di documenti, donate all'Icsr nel 1981, che ne testimoniano le diverse fasi di attività.
La I serie "Guerra e fascismo" raccoglie un diario relativo agli anni della prima guerra mondiale, tutti i documenti relativi all'attività di Palermo in quanto presidente dell'Associazione nazionale mutilati ed invalidi di guerra, nonché quanto relativo al suo impegno forense in difesa degli oppositori del regime fascista inviati al confino a Ponza.  Tra i fascicoli relativi ad internati di cui Palermo fu difensore ricordiamo quelli relativi a Francesco Stoka, Domenico Marchioro, Ferdinando Marenga, Leopoldo Lanfranco, Giovanni Bertino, Lucia Bianciotto, Carmine De Caro.
La II serie "Sottosegretariato alla Guerra: 1944-1945" comprende i documenti relativi all'attività politica ed amministrativa in quanto componente del governo Badoglio II e del I e II governo Bonomi. Tra essi sono di rilievo storico-biografico le risultanze della missione eseguita da Palermo in Jugoslavia dal 9 al 21 ottobre del 1944, e di quella in Albania svoltasi dal 7 al 21 marzo del 1945. Da esse, infatti, si ricavano i profili di diversi esponenti politico-militari da lui incontrati, tra cui gli jugoslavi Risto Vuletic (commissario politico della Divisione Garibaldi) e Radoje Dakic (commissario politico del II Corpus); e gli albanesi Enver Hoxha (primo ministro albanese) e Omer Nishani (ministro degli affari esteri e presidente del Consiglio antifascista di liberazione nazionale). Sono inoltre di rilievo storico-sociale i rapporti che Palermo mandava al Partito comunista italiano, nella persona di Palmiro Togliatti, sulle sue attività, e le relazioni dello Stato Maggiore dell'Esercito sulle Forze Armate italiane.
La III serie "Commissioni d'inchiesta" comprende i documenti inerenti alla Commissione d'inchiesta per la mancata difesa di Roma; le Commissioni d'inchiesta per i criminali di guerra italiani in Jugoslavia e in URSS; la Commissione per la Difesa nazionale; la Commissione per la compilazione dei verbali, consistenza e stima autoveicoli guasti giacenti nei parchi e dei relitti in consegna fiduciaria a privati; e la Commissione per lo studio e l'ordinamento della Giustizia militare.
La IV serie "Attività politico-giudiziaria" si riferisce invece a tutto quanto inerisce alle sue attività in quanto amministratore locale del Comune e della Provincia di Napoli, l'attività parlamentare in quanto deputato e senatore e l'attività giudiziaria.
La V e ultima serie "Corrispondenza" contiene la corrispondenza di Palermo dal 1925 al 1980. Tra i suoi corrispondenti ricordiamo: Giorgio Amendola, Giulio Andreotti, Vincenzo Arangio Ruiz, Mario Berlinguer, Arrigo Boldrini, Renato Caccioppoli, Edoardo De Filippo, Floriano Del Secolo, Francesco De Martino, Gennaro Fermariello, Claudio Ferri, Luigi Gasparotti, Fausto Gullo, Arturo Labriola, Cesare Merzagora, Ferruccio Parri, Eugenio Reale, Emilio Sereni e Maurizio Valenzi.